# دریاچه دودن
دریاچه دودن (ترکی استانبولی: Düden Gölü) یک دریاچه در استان قونیه کشور ترکیه است.